# Parc Bazilescu (stație de metrou)
Stația Parc Bazilescu este o stație de metrou din București, deschisă publicului pe 1 iulie 2011. Până în anul 2017, aceasta era stația terminus a magistralei de metrou M4, însă în același an a fost inaugurată noua stație terminus a magistralei M4, Străulești. 

În planul inițial al magistralei această stație nu s-ar fi construit. Motivul pentru care astăzi există stația este că tunelurile au fost săpate până la acest punct în 1989, când lucrările s-au oprit. Când s-au reluat lucrările în anii 2000 a fost luată decizia de a construi o stație la capătul tunelurilor săpate în 1989 pentru a da tronsonul în folosință mai repede. Asta explică forma "tubulară" a peroanelor.

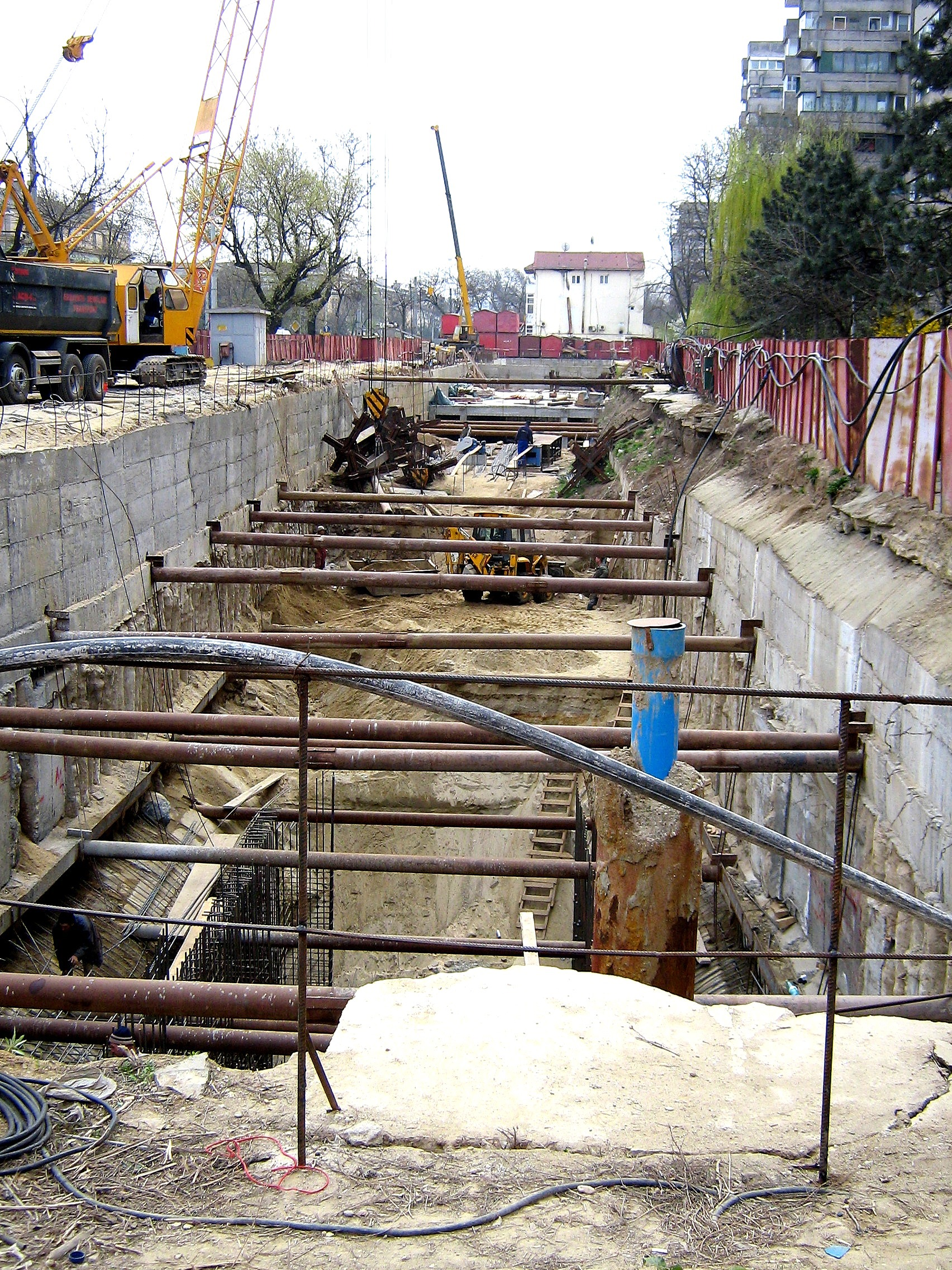
Stație în timpul construcției